# Achelia dohrni
Achelia dohrni is een zeespin uit de familie Ammotheidae. De soort behoort tot het geslacht Achelia. Achelia dohrni werd in 1884 voor het eerst wetenschappelijk beschreven door Thompson. 